# Peter Ottmann
Peter Ottmann (*  28. März 1951 in Warendorf) ist ein deutscher Verwaltungsjurist und Politiker (CDU). Von 2004 bis 2015 war er Landrat des Kreises Viersen in Nordrhein-Westfalen.

## Beruf und Familie
Peter Ottmann studierte ab 1969 Rechtswissenschaften an der Westfälischen Wilhelms-Universität Münster. Dort wurde er 1970 Mitglied der katholischen Studentenverbindung AV Alsatia Münster im Cartellverband der katholischen deutschen Studentenverbindungen. 1977 absolvierte er sein zweites juristisches Staatsexamen.
Nach mehreren Stationen in der öffentlichen Verwaltung als Rechtsrat in Ahaus (1977 bis 1981), Dezernent beim Kreis Gütersloh (1981 bis 1984), Stadtdirektor in Cloppenburg (1984 bis 1990) war er von 1990 bis 1999 Stadtdirektor in Nettetal.
Ottmann ist Kreisvorsitzender des Deutschen Roten Kreuzes und Mitglied im Lions-Club. Des Weiteren ist er Aufsichtsratsmitglied der RWE AG.
Er ist verheiratet und hat zwei Kinder. 

## Politik
Ottmann wurde 1972 Mitglied der CDU.
Von 1999 bis 2004 war er Bürgermeister von Nettetal. Bei den Kommunalwahlen in Nordrhein-Westfalen 2004 wurde er mit 51,4 Prozent der abgegebenen Stimmen zum Landrat des Kreises Viersen gewählt. Bei den Kommunalwahlen in Nordrhein-Westfalen 2009 erhielt er 53,03 Prozent.
Er trat nicht zur Wahl 2015 an; sein Nachfolger wurde Andreas Coenen (CDU).